# Evolução social
Evolução social é uma subdisciplina da biologia evolutiva que estuda comportamentos que têm consequências na aptidão não só do ator, mas também de outros indivíduos. Estes comportamentos sociais são normalmente divididos em quatro tipos:
- Mutuamente benéficos - comportamento que aumenta a aptidão do ator e  do receptor do comportamento.
- Egoístas - comportamento que aumenta a aptidão do ator, mas diminui a do receptor
- Altruístas - comportamento que diminui a aptidão do ator, mas aumenta a do receptor
- Despeito - comportamento que diminui a aptidão quer do ator quer do receptor.

A evolução de comportamentos altruístas como as castas estéreis em formigas e outros insetos eussociais foi notada inicialmente por Charles Darwin como uma dificuldade à teoria da evolução por seleção natural, uma vez que a teoria favoreceria apenas a manutenção de características vantajosas. Na década de 1960, W. D. Hamilton mostrou que comportamentos altruístas poderiam manter-se numa população quando o custo para o ator fosse menor que o produto do benefício para o receptor pelo parentesco genético entre os dois. Uma teoria conhecida atualmente como seleção de parentesco.